# Ricardo Güiraldes
Ricardo Güiraldes (ur. 13 lutego 1886 w Buenos Aires, zm. 8 października 1927 w Paryżu) – argentyński nowelista i poeta.
Güiraldes urodził się w bogatej arystokratycznej rodzinie. Jego matką była Dolores Goñi, ojcem Manuel Güiraldes. 
Przyjechał do Paryża w 1910 roku. Był jednym z najbardziej zagorzałych propagatorów tanga argentyńskiego w Paryżu w tym okresie. W 1911 roku napisał słynny wiersz na cześć tanga, a w 1911 odtańczył tango, wśród zdumionych gości salonu w Paryżu. W czasie pierwszej wojny światowej napisał częściowo autobiograficzną książkę Raucho na temat swojego życia w Paryżu (Cooper, 1995).